# Podlinnik
Podlinnik (rus.), zwany również hermeneją (grec.) – podręcznik zawierający reguły pisania ikon.
Najstarszy zachowany podlinnik pochodzi z 1523 roku. Podręczniki pisania ikon oparte były na hermenejach greckich. Z XVIII w. pochodzi Hermeneja autorstwa Dionizego z Furny.

## Treść
Przepisy zawarte w podlinnikach dotyczyły zarówno ikonografii, schematów przedstawień akceptowanych przez Kościół, jak i szczegółów technicznych, a nawet jakości użytych tworzyw. Opisom niekiedy towarzyszyły wzorniki w formie luźnych kart lub książek, z zaznaczeniem obowiązujących kolorów. Kanonom podlegał również ściśle przestrzegany program przestrzenny malowideł we wnętrzu cerkwi, rozmieszczeniu kolejnych scen objawiających podstawowe prawdy wiary.
Podlinniki zawierały także reguły życia. Tak w ikonie, jak i w życiu malarza, nie mogło być nic przypadkowego, dlatego twórcom ikon stawiano wysokie wymagania moralne. Ta precyzyjna regulacja prowadziła do twórczej stagnacji i monotonii. Wciąż jednak wybór środków, przekazywanych nastrojów i emocji, należał do artysty. Dlatego w sztuce ikon można rozróżnić wiele różnych stylów i szkół artystycznych.